# 埃里纳
埃里纳（英語：Erinna），约活动于公元前4世纪前后。古希腊女诗人之一，生活于罗德斯附近的特罗斯岛。19岁时去世。她以300行六韵步的诗歌《纺锤》而出名，但现仅存残篇，此诗为纪念其朋友巴乌基斯而创作。

## 扩展阅读
- 本条目包含来自公有领域出版物的文本: Chisholm, Hugh (编).  (第11版). London: Cambridge University Press. 1911.